# Robert Zemeckis
Robert Lee Zemeckis (Chicago, 14 maggio 1952) è un regista, sceneggiatore e produttore cinematografico statunitense.
Il suo primo successo al botteghino fu All'inseguimento della pietra verde (1984). In seguito diresse la trilogia di Ritorno al futuro (1985-1990) e Chi ha incastrato Roger Rabbit (1988), divenuti dei cult.
Nel 1994 ha diretto Forrest Gump, ispirato all'omonimo romanzo di Winston Groom del 1986, grazie al quale ha vinto l'Oscar al miglior regista, instaurando un sodalizio artistico con l'attore protagonista Tom Hanks. Altri suoi film noti sono La morte ti fa bella (1992), Contact (1997), Le verità nascoste (2000), Cast Away (2000), Flight (2012), e The Walk (2015).
Inoltre Zemeckis ha innovato il cinema d'animazione attraverso l'utilizzo del motion capture, con i film Polar Express (2004), La leggenda di Beowulf (2007) e A Christmas Carol (2009), girati interamente con tale tecnica.

## Biografia
Zemeckis nasce a Chicago (Illinois) in una famiglia cattolica di origini lituana da parte paterna e italoamericana da parte materna. I genitori della madre Rosa Nespeca, Pietro Nespeca e Domenica Celani, erano, rispettivamente, di Appignano e di Ascoli Piceno. 
Inizia a girare i suoi primi corti da adolescente, durante il liceo. Field of Honor, uno di questi, ottiene lo Student Academy Award come "miglior film studentesco", lanciando la carriera del giovane cineasta. Dopo il liceo si diploma alla University of Southern California School of Cinematic Arts, uno dei più importanti istituti di cinematografia degli USA.

### La collaborazione con Spielberg
Dopo aver finito gli studi, viene scoperto e lanciato da Steven Spielberg, insieme allo scrittore Bob Gale, suo amico e fedele collaboratore (insieme al musicista Alan Silvestri), che aveva conosciuto durante una visita agli studi della Universal Pictures. Spielberg gli affida, come primo lavoro, la regia di 1964 - Allarme a N.Y. arrivano i Beatles! (1978).
Successivamente, Zemeckis, sempre insieme a Gale, firma la sceneggiatura di 1941 - Allarme a Hollywood (1979), diretto dallo stesso Spielberg, con Dan Aykroyd e John Belushi per poi dirigere, sempre prodotto dal regista di Cincinnati, La fantastica sfida con Kurt Russell.

### Il successo
Il successo arriva pochi anni dopo, nel 1984, con il film All'inseguimento della pietra verde, dove Zemeckis ha a disposizione due star di alto livello come Michael Douglas e Kathleen Turner affiancati da Danny DeVito.
L'anno successivo Zemeckis dà vita alla serie di Ritorno al futuro, con protagonisti Michael J. Fox e Christopher Lloyd. Il film gli vale la nomination all'Oscar per la "miglior sceneggiatura originale". Nonostante il grande successo, però, bisogna attendere quattro anni per veder continuare le gesta di Marty McFly e del Dr. Emmet Brown: nel 1989 e 1990 gira in successione i due sequel Ritorno al futuro - Parte II e Ritorno al futuro - Parte III, che si rivelano due grandi successi al pari del primo film della trilogia.
Nel 1988 si rende protagonista di una pietra miliare della storia del cinema, rivoluzionando il mondo dell'animazione con Chi ha incastrato Roger Rabbit (vincitore di 3 premi oscar), che propone un inedito crossover tra attori in carne ed ossa, tra i quali spicca Bob Hoskins, e cartoni animati. La stessa commistione tra attori reali e personaggi a cartoni era già stata sperimentata in Fantasia e Mary Poppins, di Walt Disney.
Nel 1992 appare sul grande schermo un altro dei suoi brillanti lavori premiato ancora con l'Oscar, La morte ti fa bella, ricco di effetti speciali e con un cast sbalorditivo (Meryl Streep, Goldie Hawn, Bruce Willis e Isabella Rossellini).
Con Forrest Gump arriva l'ambita statuetta dell'Academy per la "miglior regia", mentre il protagonista Tom Hanks, più volte diretto dal regista, ottiene quella come "miglior attore protagonista".
Qualche anno dopo torna alla fantascienza con Contact del 1997 che vede come protagonista Jodie Foster.
In tanti dei suoi film, Zemeckis collabora con il compositore statunitense Alan Silvestri (famose la colonna sonora di Forrest Gump e quella di Ritorno al futuro).

### Gli ultimi lavori e la Performance Capture
In Cast Away (2000) torna ancora a lavorare con Tom Hanks, girando nel medesimo periodo anche Le verità nascoste con Harrison Ford e Michelle Pfeiffer (esperienza, quella di dirigere due film in contemporanea, ripetuta anche ai tempi di Ritorno al futuro - Parte II e Ritorno al futuro - Parte III).
Dopo questi lungometraggi non tornerà dietro la macchina da presa per quattro anni, fino al 2004, quando dirige il film d'animazione Polar Express. È il primo lungometraggio girato completamente in Performance Capture: grazie a questa speciale tecnica, nel film Tom Hanks ha la possibilità di interpretare tre personaggi diversi cambiando sempre aspetto grazie alla digitalizzazione ma mantenendo le sue movenze e le caratteristiche delle sue interpretazioni. Essendo l'intero film completamente creato in CGI, la macchina da presa può muoversi agilmente nello spazio, dando la possibilità a Zemeckis di girare lunghi piano-sequenza virtuosistici e inquadrature altrimenti impossibili.
Nel 2007 Zemeckis torna al cinema e alla Performance Capture con La leggenda di Beowulf, rivisitazione cupa e a tratti pulp del più lungo, e forse più antico poema in lingua inglese. Rispetto al suo predecessore, con La leggenda di Beowulf si ha un'evoluzione della tecnica della Performance Capture: le immagini risultano ancora più realistiche e, grazie a dei nuovi sensori applicabili sugli occhi, gli sguardi risultano più espressivi e parzialmente meno vitrei rispetto alle più comuni elaborazioni digitali. Anche in questo film la fantasia di Zemeckis e la nuova tecnica creano un mix ottimamente orchestrato: i personaggi invecchiano visibilmente grazie al digitale senza l'ausilio di lunghe ore in sala trucco e dispendi ulteriori dal punto di vista produttivo, inoltre l'attore che interpreta il ruolo di Beowulf, Ray Winstone, viene completamente trasformato e dotato di un fisico statuario che nella realtà non possiede assolutamente (venne infatti scelto da Zemeckis solo ed unicamente per il timbro vocale estremamente grave e fermo).
Lo stesso anno la Disney annuncia di aver affidato a Zemeckis una rivisitazione cinematografica del Canto di Natale di Charles Dickens (terza rielaborazione offerta dalla Disney del classico di Dickens dopo Canto di Natale di Topolino del 1983 e Festa in casa Muppet del 1992). A Christmas Carol vede la luce del proiettore nel dicembre del 2009 e anche qui il regista non rinuncia alla Performance Capture, ideale per rappresentare i folli voli di Ebenezer Scrooge (interpretato da Jim Carrey) sopra la Londra vittoriana durante la notte di Natale. La tecnica si affina ulteriormente e permette una trasformazione radicale della fisionomia di Carrey rendendolo notevolmente più anziano e praticamente irriconoscibile nei panni del vecchio usuraio. Carrey interpreta, oltre al ruolo del protagonista, anche quello dei tre fantasmi del Natale (Passato, Presente e Futuro). A tratti cupo e generalmente fedele al racconto originale, A Christmas Carol ottiene un buon successo al botteghino grazie alle possibilità della narrazione e della messa in scena capace di interessare sia gli adulti che i bambini.
A giugno 2011 Zemeckis torna alla regia di un film live action (a undici anni da Cast Away): Flight, con Denzel Washington e John Goodman. Uscito nelle sale americane il 2 novembre 2012, e in quelle italiane il 24 gennaio 2013, il film riscuote un discreto successo di critica e pubblico.

## Vita privata
Sostenitore del Partito Democratico statunitense, Zemeckis ha più volte sostenuto di aver sacrificato gran parte della sua gioventù per dedicarsi al proprio sogno di lavorare nel cinema. In un'intervista ha dichiarato: "A 44 anni vinsi un Premio Oscar, ma l'ho pagato sacrificando i miei vent'anni. Fino a 30 anni non ho fatto altro che lavorare, e basta."
Il 26 luglio 1980 ha sposato l'attrice Mary Ellen Trainor, da cui ha avuto un figlio, Alexander Francis. Zemeckis ha divorziato dalla moglie nel 2000 per sposare l'attrice Leslie Harter. Si sono sposati il 4 dicembre 2001 ed hanno avuto due figli, Zane e Rhys.

## Filmografia

### Regista

#### Lungometraggi
- 1964 - Allarme a N.Y. arrivano i Beatles! (I Wanna Hold Your Hand) (1978)
- La fantastica sfida (Used Cars) (1980)
- All'inseguimento della pietra verde (Romancing the Stone) (1984)
- Ritorno al futuro (Back to the Future) (1985)
- Chi ha incastrato Roger Rabbit (Who Framed Roger Rabbit) (1988)
- Ritorno al futuro - Parte II (Back to the Future: Part II) (1989)
- Ritorno al futuro - Parte III (Back to the Future: Part III) (1990)
- La morte ti fa bella (Death Becomes Her) (1992)
- Forrest Gump (1994)
- Contact (1997)
- Le verità nascoste (What Lies Beneath) (2000)
- Cast Away (2000)
- Polar Express (The Polar Express) (2004)
- La leggenda di Beowulf (Beowulf) (2007)
- A Christmas Carol (2009)
- Flight (2012)
- The Walk (2015)
- Allied - Un'ombra nascosta (Allied) (2016)
- Benvenuti a Marwen (Welcome to Marwen) (2018)
- Le streghe (The Witches) (2020)
- Pinocchio (2022)
- Here (2024)

#### Cortometraggi
- The Lift (1972)
- A Field of Honor (1973)
- Doc Brown salva il mondo! (Doc Brown Saves the World) (2015)

#### Televisione
- Incubi (Two-Fisted Tales), co-diretto con Richard Donner e Tom Holland (1991) - episodio Yellow
- The 20th Century: The Pursuit of Happiness (1999) - documentario

### Sceneggiatore
- The Lift (1971) - cortometraggio
- A Field of Honor (1973) - cortometraggio
- 1964 - Allarme a N.Y. arrivano i Beatles! (I Wanna Hold Your Hand), regia di Robert Zemeckis (1978)
- 1941 - Allarme a Hollywood (1941), regia di Steven Spielberg (1979)
- La fantastica sfida (Used Cars), regia di Robert Zemeckis (1980)
- Ritorno al futuro (Back to the Future), regia di Robert Zemeckis (1985)
- Ritorno al futuro - Parte II (Back to the Future: Part II), regia di Robert Zemeckis (1989) - soggetto
- Ritorno al futuro - Parte III (Back to the Future: Part III), regia di Robert Zemeckis (1990) - soggetto
- I trasgressori (Trespass), regia di Walter Hill (1992)
- Il piacere del sangue (Bordello of Blood), regia di Gilbert Adler (1996) - soggetto
- Polar Express (The Polar Express), regia di Robert Zemeckis (2004)
- A Christmas Carol, regia di Robert Zemeckis (2009)
- The Walk, regia di Robert Zemeckis (2015)
- Benvenuti a Marwen (Welcome to Marwen), regia di Robert Zemeckis (2018)
- Le streghe (The Witches), regia di Robert Zemeckis (2020)
- Pinocchio, regia di Robert Zemeckis (2022)
- Here, regia di Robert Zemeckis (2024)

### Produttore
- La morte ti fa bella (Death Becomes Her), regia di Robert Zemeckis (1992)
- Il mistero della casa sulla collina (House on Haunted Hill), regia di William Malone (1999)
- I tredici spettri (Thir13en Ghosts), regia di Steve Beck (2001)
- Nave fantasma (Ghost Ship), regia di Steve Beck (2002)
- Gothika, regia di Mathieu Kassovitz (2003)
- La maschera di cera (House of Wax), regia di Jaume Collet-Serra (2005)
- The Prize Winner of Defiance, Ohio, regia di Jane Anderson (2005)
- I segni del male (The Reaping), regia di Stephen Hopkins (2007)
- Milo su Marte (Mars Needs Moms), regia di Simon Wells (2011)
- Flight, regia di Robert Zemeckis (2012)
- The Walk, regia di Robert Zemeckis (2015)
- Allied - Un'ombra nascosta (Allied), regia di Robert Zemeckis (2016)
- Benvenuti a Marwen (Welcome to Marwen), regia di Robert Zemeckis (2018)
- Le streghe (The Witches), regia di Robert Zemeckis (2020)
- Pinocchio, regia di Robert Zemeckis (2022)
- Here, regia di Robert Zemeckis (2024)

### Produttore esecutivo

#### Cinema
- Occhio indiscreto (The Public Eye), regia di Howard Franklin (1992)
- Sospesi nel tempo (The Frighteners), regia di Peter Jackson (1996)
- Il genio della truffa (Matchstick Men), regia di Ridley Scott (2003)
- Monster House, regia di Gil Kenan (2006)
- Real Steel, regia di Shawn Levy (2011)
- Finch, regia di Miguel Sapochnik (2021)

#### Televisione
- I racconti della cripta (Tales from the Crypt) (1989-1996)
- Manifest (2018-2023)
- Project Blue Book (2019-2020)
- What/If (2019)

## Premi e riconoscimenti
- Premio Oscar
  - 1986 – Candidatura come migliore sceneggiatura originale per Ritorno al futuro
  - 1995 – Miglior regista per Forrest Gump
- Golden Globe
  - 1995 – Miglior regista per Forrest Gump
- Premio César
  - 1989 – Candidatura come miglior film straniero per Chi ha incastrato Roger Rabbit
- Saturn Award
  - 1986 – Candidatura come miglior regia per Ritorno al futuro
  - 1990 – Miglior regista per Chi ha incastrato Roger Rabbit
  - 1991 – Candidatura come miglior regia per Ritorno al futuro - Parte III
  - 1993 – Candidatura come miglior regia per La morte ti fa bella
  - 1995 – Candidatura come miglior regia per Forrest Gump
  - 1998 – Candidatura come miglior regia per Contact
  - 2001 – Candidatura come miglior regia per Le verità nascoste
- Razzie Awards
  - 2022 – Candidatura come peggior regista per Pinocchio[5]
  - 2022 – Candidatura come peggior sceneggiatura per Pinocchio[6]